# Kościół Matki Boskiej Częstochowskiej w Baboszewie
Kościół Matki Boskiej Częstochowskiej – rzymskokatolicki kościół parafialny należący do parafii św. Urbana w Baboszewie, w dekanacie płońskim północnym diecezji płockiej.

## Historia i architektura
Jest to neogotycka świątynia zaprojektowana przez architekta Stefana Szyllera. Została zbudowana w latach 1909–1914. Większość wyposażenia (ołtarze, ambona, chrzcielnica) nawiązuje do stylu budowli. Bardzo interesująca jest bryła kościoła. Spoglądając na każdą z elewacji odkrywa się bogactwo całego repertuaru neogotyckich form zastosowanych przez architekta. W wielu miejscach ceglana świątynia jest wzbogacona o bardzo starannie opracowane bloki z granitu, materiału masowo występującego w okolicy Baboszewa. Ściany przeprute są wysokimi, wąskimi oknami. Wieżyczki mieszczące kręte klatki schodowe nakryte są bogato uformowanymi dachami hełmowymi. Nad wszystkim dominuje smukła, najwyższa w powiecie płońskim (wysokość 57 metrów) wieża świątyni. W jej dolnej partii znajduje się monumentalny, silnie zgeometryzowany, dwuczęściowy kamienny portal. Nawiązuje on do architektury późnogotyckiej. Do dekoracji jednej z archiwolt zostały użyte drobne romboidalne kryształowe formy. Na zewnątrz kościoła, w ścianę prezbiterium została wmurowana w 2005 roku tablica poświęcona jedynemu zrzutowi broni na terenie północnego Mazowsza. Na ścianie świątyni zostały umieszczone również tablice z nazwiskami mieszkańców parafii − ofiar II wojny światowej.

## Galeria

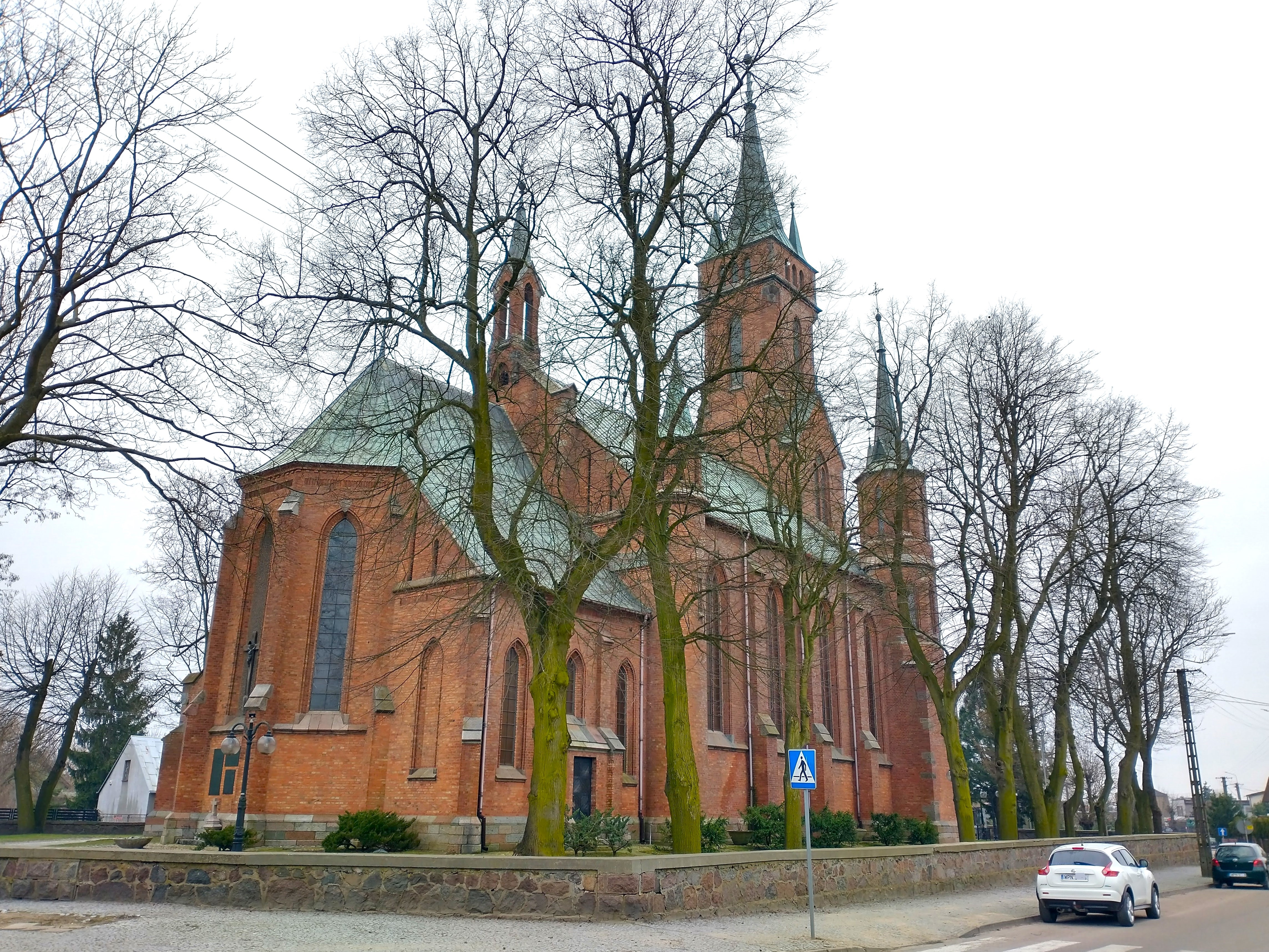
Widok od prezbiterium
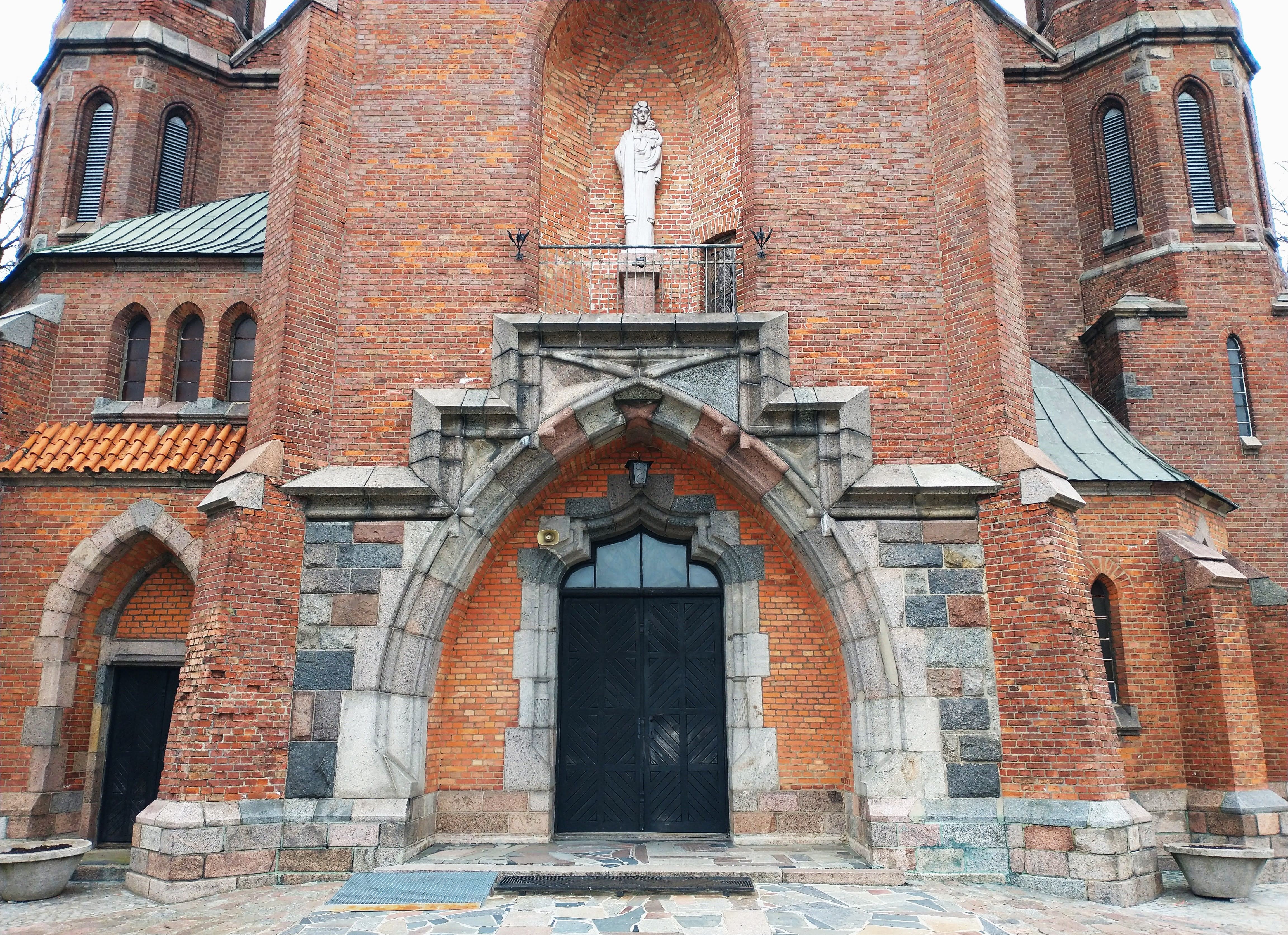
Detal portalu wejściowego